# Kuća na Poljičkom trgu 2 u Omišu
Kuća u Omišu, na adresi Poljički trg 2 je dvokatnica izgrađena u 17. stoljeću, kada je u Omišu minula opasnost od Turaka te se grad počeo slobodnije razvijati. O gradnji kuće govori natpis na kamenoj ploči iz 1625. god. ugrađenoj nad vratima u prizemlju. Ploča je uokvirena renesansnim profilom i natkrita profiliranim vijencem. Kuća nosi oznake ranog dalmatinskog baroka u kojem su renesansni oblici i motivi osnovni repertoar.
Na istom trgu, točno ispred ulaza u ovu kuću, se nalazi i Kuća Caralipeo.

## Zaštita
Pod oznakom Z-7706 zavedena je pod vrstom "nepokretno kulturno dobro - pojedinačno", pravna statusa zaštićena kulturnog dobra, klasificirano kao "stambene građevine".